# Sapanca

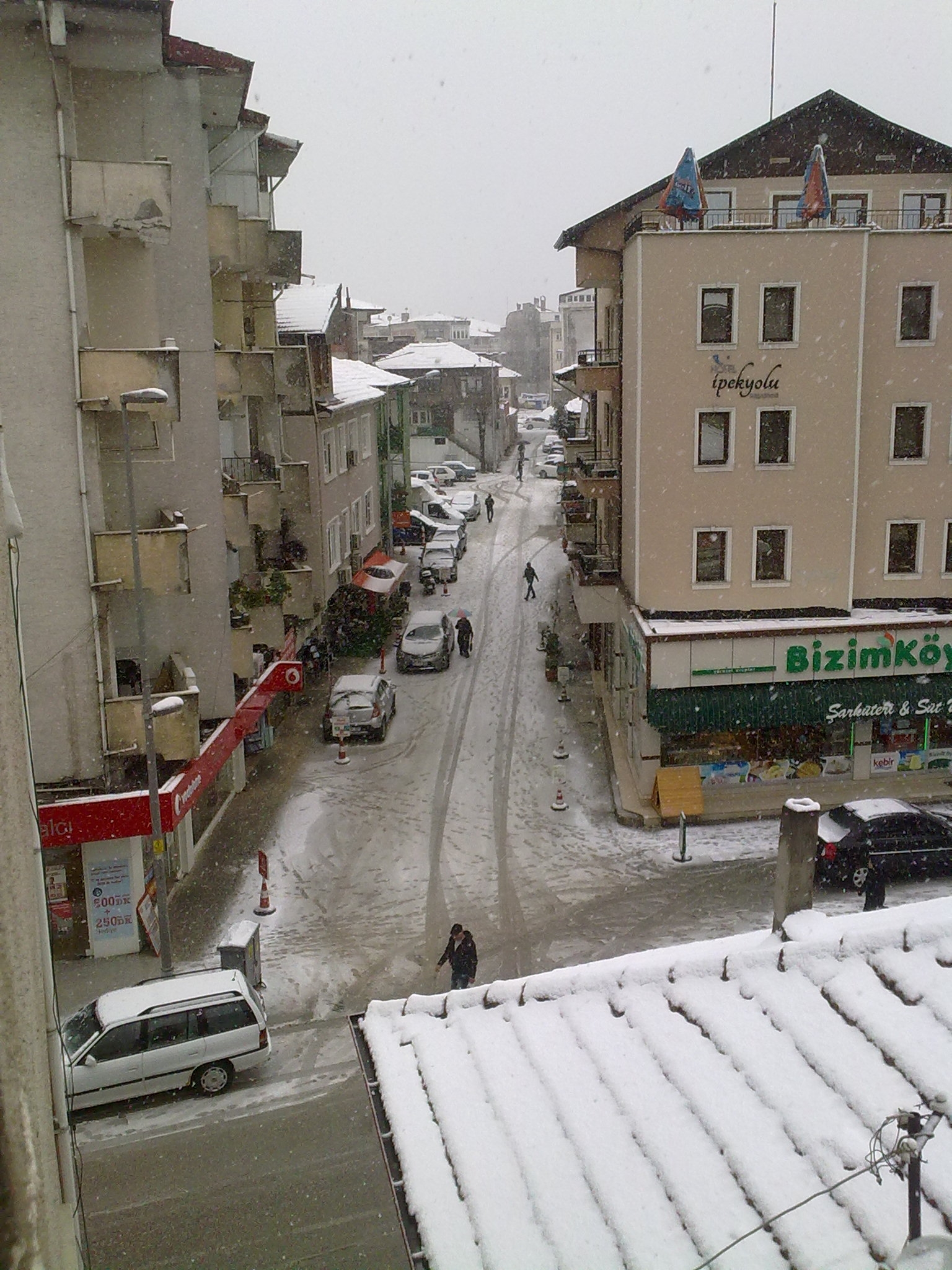
Sapanca city center

Sapanca là một huyện thuộc tỉnh Sakarya, Thổ Nhĩ Kỳ. Huyện có diện tích 139 km² và dân số thời điểm năm 2007 là 35551 người, mật độ 256 người/km².